# Мясникова, Варвара Сергеевна
Варва́ра Серге́евна Мяснико́ва (22 сентября (5 октября) 1900 года, Санкт-Петербург, — 25 апреля 1978, Москва) — советская актриса театра и кино, заслуженная артистка РСФСР (1935).

## Биография
Варвара Сергеевна Мясникова родилась 22 сентября (5 октября 1900) в Петербурге. Отец служил страховым агентом, мать занималась домашним хозяйством. Старший брат Варвары Алексей в детстве увлёкся живописью, потом стал профессиональным художником и до войны работал в Эрмитаже (погиб в 1942 в блокадном Ленинграде вместе с матерью).
По окончании женской гимназии (1918) работала инструктором-оператором Наркомпроса. В 1922 окончила Институт живого слова, после чего стала преподавать мастерство художественной речи в школе рабочей молодёжи. В 1922—1925 — актриса Экспериментального театра, затем — Ленинградского Большого драматического театра им. М. Горького, с 1928 — киностудии «Ленфильм» и других студий страны. С 1927 снималась в кино.
С 1949 до 1959 года работала в Театре-студии киноактёра и на киностудии Мосфильм.
Варвара Мясникова с 1934 была женой кинорежиссёра Сергея Васильева (с которым в 1947 развелась), в браке с которым у неё родилась дочь, тоже Варвара.
Aктриса похоронена на Серафимовском кладбище Санкт-Петербурга.

## Фильмография

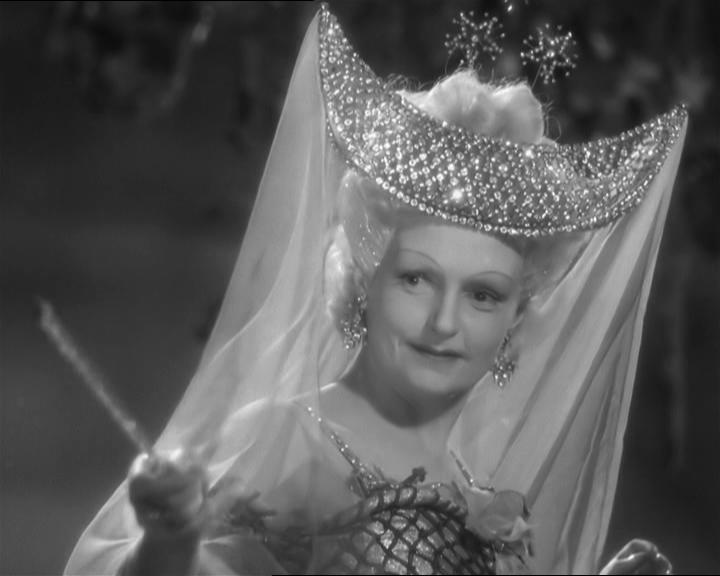
В роли Феи в фильме «Золушка» (1947)

- 1927 — Парижский сапожник — Ольга
- 1928 — Инженер Елагин
- 1929 — Человек с портфелем
- 1930 — Лягавый
- 1930 — Наши девушки — Шура
- 1930 — Спящая красавица — Вера, революционерка
- 1932 — Личное дело — Анна Штукова
- 1932 — Три солдата — Варя, работник ревкома
- 1934 — Чапаев — Анка-пулемётчица
- 1937 — Волочаевские дни — Маша
- 1942 — Оборона Царицына — Катя Давыдова
- 1947 — Золушка — Фея
- 1949 — У них есть Родина — женщина на аэродроме
- 1957 — Крутые ступени — мать Евгения Нарежного
- 1958 — Капитанская дочка — мать Гринёва
- 1959 — Му-му — Любимовна

## Озвучивание мультфильмов
- 1951 — Сердце храбреца

## Награды и звания
- Медаль «За трудовую доблесть» (6 марта 1950) — за выдающиеся заслуги в развитии советской кинематографии, в связи с 30-летием[3].
- Заслуженная артистка РСФСР (1935).